# Borralha
Borralha ist ein Dorf und eine ehemalige Gemeinde (Freguesia) im portugiesischen Kreis Águeda.
Die Freguesia Borralha hatte 2242 Einwohner (Stand 30. Juni 2011) auf einer Fläche von 8,7 km².
Am 29. September 2013 wurden die Freguesias Borralha und Águeda zur neuen Freguesia União das Freguesias de Águeda e Borralha zusammengefasst.

## Wappen

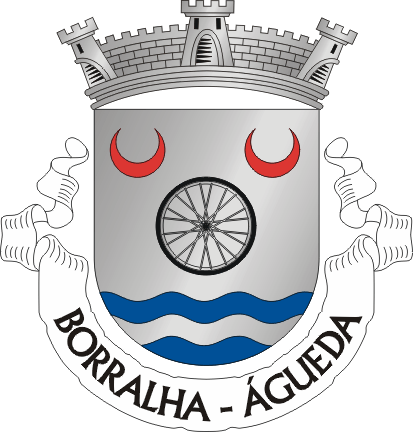
Das Wappen der ehemaligen Freguesia

In Silber ein ebenso gefärbtes  zehnspeichiges Rad.  Zwei liegende rote Halbmonde  schweben darüber. Durch einen Wellenschnitt ist der blaue Schildfuß mit der silbernen  Welle abgeteilt. Auf dem Schild ruht eine dreitürmige Mauerkrone. Im weißen Band am Schildfuß der Ortsname in schwarzen Buchstaben „BORRALHA-ÁGUEDA“.